# صاحب‌الزنج
علی ابن محمد مشهور به صاحب‌الزنج یا سالار زنگیان رهبر قیام زنگیان در قرن سوم هجری در زمان عباسیان بوده است.

## پیشینه
وی در روستای ورزنین درمنطقهٔ ری به دنیا آمد که هم‌اکنون نزدیک شهر تهران است. چون زندگی اش بیشتر در ری سپری شد بسیاری از تاریخ نگاران بر این باورند که او ایرانی است. جد پدریش عبدالرحیم ابن عبد القیس است که در طالقان زاده شد که خود یکی از شهرهای ایران است اما بعد از مدتی در عراق جای گرفت و پدرش با زنی از طایفهٔ خزیمه ازدواج نمود و از او صاحب دو دختر شد که در کودکی وفات یافتند. سپس صاحب پسری شد به نام علی ابن محمد صاحب‌الزنج.

## سرگذشت
وی به سامرا مرکز جدید خلافت عباسی رفت و رابطه‌ای با خلیفهٔ عباسی پیدا کرد و به دستگاه بنی عباس نزدیک شد و زندگی‌اش با فضل و بخشش عباسیان همراه بود و در دربار مشغول کار شد و به فرزندان خلیفه خط و دستور زبان و علم نجوم درس می‌داد.

## هویت زنگیان
زنگیان غلامان سیاهی بودند که از زنگبار می‌آمدند و در قیاس با غلامان سفید زندگی سختی داشتند و کارهای پرزحمت را به آنان واگذار می‌کردند و کسی برای رفاهشان تلاشی نمی‌کرد.
این بردگان به خاطر آنکه از سرزمین زنگبار آورده می‌شدند زنجی نامیده می‌شدند. در اطراف بصره همیشه عدهٔ زیادی از این بردگان به چشم می‌خورد که آنان را تاجران عرب و عجم برای فروش می‌آوردند.
حضور این بردگان در آن زمان بیانگر قدرت دولتمردان و بازرگانان بود. هم از این رو، کار تجارت برده در آن دوران چنان مورد توجه بود که در بغداد و شهرهای مهم دیگر بازاری مخصوص برای خرید و فروش بردگان وجود داشت و در بین کارمندان عباسی نیز فردی به نام قیم الرقیق بر کار برده‌فروشان نظارت می‌نمود. درحالی که از این غلامان خواسته می‌شد کارهای طاقت‌فرسایی مانند زه‌کشی شوره‌زارها، نیزارها و امور مزارع پنبه و نیشکر را انجام دهند، از نظر رشد فرهنگی و فکری آن قدر ضعیف بودند که بعضی از مورخان عقیده دارند که آنان از گوشت انسان و مردار تغذیه می‌کردند.

## قیام صاحب‌الزنج
گسترش تنگناهای معیشتی و افزایش آگاهی در اثر همسایگی با تفکرات مساوات‌طلبانه خوارج هر روز بر نارضایتی بردگان می‌افزود تا زمانی که در دورهٔ خلافت مهتدی، مردی معروف به صاحب‌الزنج با هماهنگی گروه‌های مختلف بردگان و با نوید رهایی آنان از سختی و رنج آنان را به قیام ضد دستگاه خلافت فراخواند.
مسعودی وی را جزو سپیدجامگان می‌داند. حمدالله مستوفی می‌نویسد سالار زنگیان، پارسی نژادى بود به نام على از مردم طالقان که می‌‏گفت از پیروان على بن زین العابدینم و عنایت الهى مرا فرستاده تا غلامان را از بدبختى برهانم، و دعوى غیبت و پیغمبرى می‌کرد و با آن‏که دعوى نسب از على و فاطمه داشت عقاید شیعى نداشت و به مذهب خارجیان متمایل بود.
اما بلیایف برخلاف حسن ابراهیم حسن و دیگر نویسندگان معتقد است که صاحب الزنج مردى شیعى بود که می‌خواست نقش «امام غائب» را ـ از اعقاب بلافصل على بن ابی‌‏طالب ـ ایفا کند و حتى خود را مظهر الوهیت جلوه می‏داد و از این رو چهره خودش را با نقابى پوشیده میداشت.
وی می‌خواست با قرمطیان و یعقوب لیث صفاری بر علیه خلافت عباسی متحد شود که در این خصوص موفق نگردید. قیام او از سال ۲۵۵ ه‍.ق در بصره آغاز شد و به مدت ۱۵ سال حکومت عباسی را به خود مشغول کرد. در طول این سال‌ها خلیفه به علت شورش‌های یعقوب لیث و مسائل شرق و شمال شرقی ایران نتوانست شورش وی را سرکوب نماید؛ ولی پس از فراغت از کار یعقوب لیث بر آن شد تا کار زنگیان را خاتمه دهد. در سال ۲۷۰ ه‍.ق در دوران خلافت «معتمد»، موفق بالله (برادر خلیفه) مسئول جنگ با زنگیان شد و خود رهبری لشکر را به عهده گرفت. وی سپاهیان صاحب‌الزنج را محاصرهٔ اقتصادی کرد تا ناتوان شوند. آذوقهٔ آنان را به آتش کشید؛ در نتیجه هنگامی که با گرسنگی و سختی روبه‌رو شدند اغلب آن‌ها تسلیم شده، صاحب‌الزنج را رها کردند.

## سرانجام
وی به‌ناچار با تعدادی اندک از شهر گریخت؛ اما موفق در صفر ۲۷۰ ه‍.ق او را دستگیر نمود و سر از تنش جدا کرد و برای خلیفه فرستاد. در نتیجه، این قیام طولانی پس از ۱۴ سال و ۶ ماه در ۲ صفر سال ۲۷۰ ه‍.ق با کشته شدن صاحب‌الزنج از هم پاشید. این پیروزی چنان برای حکومت عباسی بااهمیت بود که موفق برادر خلیفه ملقب به «الناصرُ لِدینِ الله» شد.
زنگیان پس از شکست بی‌رحمانه سرکوب شدند. بسیاری از آنان کشته شدند یا دوباره به صورت بردهٔ خانگی درآمدند.